# Giovanni Maria Sabino
Giovanni Maria Sabino (30. června 1588 Turi, Apulia – duben 1649 Neapol) byl italský varhaník, hudební skladatel a pedagog.

## Život
Sabino se narodil v Turi v regionu Apulia. Základní hudební vzdělání získal v rodině, neboť jeho bratr Antonio a strýc Francesco byli rovněž hudebníky a skladateli. Ve 14 letech odjel studovat do Neapole k Prosperu Testovi. V roce 1610 se vrátil do Turi a působil jako varhaník a skladatel chrámové hudby. V roce 1622 byl jmenován pedagogem na neapolské konzervatoři Conservatorio della Pietà dei Turchini, kde učil až do roku 1626. V následujícím roce se stal kapelníkem v paláci Maschio Angioino (Castel Nuovo). Mezi roky 1630 a 1634 byl varhaníkem v Oratorio di San Filippo a posléze varhaníkem a kapelníkem v chrámu Santa Casa dell'Annunziata.
Sabino byl prvním neapolským skladatelem, který použil v motetech housle.

## Dílo
- Salmi di compieta per 4 voci
- Il primo libro delli mottetti per 2 voci
- Il secondo libro delli mottetti per 2-4 voci
- Psalmi de vespere per 4 voci
- 4 mottetti per 1 voce e basso continuo
- Salmi per 5 voci
- 3 mottetti per 3-4 voci
- Mottetto con sinfonia per 3 voci, 2 violini e basso continuo
- Mottetto per 2-3 voci per basso continuo
- Galiarda per 4 viole
- L'aspettar è pur dolce (cantata per 1 voce e basso continuo)
- Dixit Dominus per 5 voci